# IDTV
Als IDTV (engl. Integrated Digital Television), selten auch iDTV, werden Fernsehgeräte bezeichnet, in die ein Empfangsteil für Digitalfernsehen (nach DVB-, ATSC- oder ISDB-Standard) integriert ist. 
Viele solcher Geräte verfügen auch weiterhin über einen analogen PAL-, SECAM- und/oder NTSC-Empfänger. Solche Geräte benötigen für den DTV-Empfang keine separate Set-Top-Box (STB); Anforderungen wie die Verschlüsselung der Daten auf dem Kabel zwischen STB und Anzeige entfallen weitgehend.
Manche Geräte unterstützen jedoch keine Abonnementkarten von Bezahlfernsehanbietern, also ohne einen externen Dekoder nur frei empfangbares Fernsehen (FTA, free to air). Andere Geräte stellen eine Schnittstelle (Common Interface, CI) zur Verfügung, in die ein Modul (Conditional Access Module, CAM) eingesetzt werden kann, das wiederum die Karte aufnimmt. Von separaten Empfängern bekannte Funktionen sind ebenfalls möglich. Dazu zählen Programmführer (EPG, electronic program guide), Rückkanalfähigkeit für interaktives Fernsehen (z. B. mit MHP) oder Aufnahme- und Wiedergabefähigkeiten mittels Festplatten oder DVDs (PVR, personal video recorder).
Nach ATSC und ISDB für den amerikanischen und koreanischen bzw. japanischen Markt wird zunehmend auch DVB-T, oft auch in Kombination mit dem technisch sehr ähnlichen DVB-C und/oder DVB-S unterstützt. Derartige Geräte führen z. B. Artec, Humax, Loewe, Metz, Sharp, Sony, TechniSat, Thomson, X4-Tech, Samsung und Toshiba.

## IDTV mit integriertem PC
Im Jahr 2007 verkündete der renommierte dänische Unterhaltungselektronikhersteller Bang & Olufsen „künftig werden B & O Fernseher mit einem Microsoft-Betriebssystem ausgestattet“.
Neben einer Konsolidierung der Telekommunikation von ehedem getrennten Netzen für Sprache und Daten zu einem einzigen Next Generation Network (NGN), ist mit einem PC-Betriebssystem im Fernsehgerät künftig eine einheitliche Benutzerschnittstelle von PC und Fernseher zu einem einzigen Gerät gegeben.
Herkömmliche Fernsehgerätehersteller sehen eine solche Entwicklungen mit Argusaugen, wären doch mit einer solchen Entwicklung sämtliche bisherige an einen Fernseher gebundene Zusatzgeräte wie DVD-Player, Videorecorder oder AV-Verstärker gefährdet. Befürworter wenden hingegen ein, dass eine Bedienung eines PCs inzwischen Allgemeinwissen sei, eine Programmierung eines Videorecorders aber noch wegen einer je Gerät und Hersteller proprietären Benutzeroberfläche eine Mehrheit an Benutzern nicht gelingt. Bezeichnend für solche Ängste ist, dass manche Flachbildfernseher (z. B. Philips) heute den Anschluss eines PCs weiterhin nur ungenügend unterstützen.
- Ein Fernseher mit einem integrierten PC-Betriebssystem bringt auch einen Web-Browser und somit als neuen Inhalt „Internet“ auf den Fernsehbildschirm.
- Bisherige Bestrebungen bezüglich interaktivem Fernsehen (Multimedia Home Platform, Betty (Fernbedienung), Blucom) wären mit einem PC-Betriebssystem durch einen Browser-Zugriff auf sämtliche Web-Inhalte auf dem Fernsehbildschirm obsolet.
- Zusatzgeräte der Unterhaltungselektronik wären mit einem PC-Betriebssystem überflüssig und würden durch PC-Zubehör ersetzt.